# Димитрије Стојановић (глумац)
Димитрије Стојановић (Београд, 9. јул 1967) српски је филмски и гласовни глумац, редитељ и сценариста.

## Биографија
Пре студија, бавио се глумом и режијом у аматерском позоришту АКУД "Бранко Крсмановић" у Београду, да би 1995. уписао позоришну режију на ГИТИС-у у Москви.
Дипломирао је позоришну режију и глуму на Руској академији позоришне уметности, у класи професора Марка Захарова 2001. године. Као дипломску представу, режирао је Пир за време куге Александра Сергејевича Пушкина, а дипломска улога му је била Бехемот у представи по роману Мајстор и Маргарита Михаила Булгакова.
Учествовао је у кратким формама на Радију Б92: Србокап - полицајац приватник и Јаковљевић. Србокап је био серијал радио-драма у оквиру Ритма срца - Ол старс од 1994. до 2001. Сценарио за већину епизода потписује Никола Завишић.
Радио је синхронизације за ТВ Б92, Ливаду Београд, Соло, Басивити и Имаго продукција као и за Синкер медија и Хепи ТВ.
Бави се и позоришном критиком и музичким новинарством. Био је музички уредник емисије Tuborg - Loud & Clear и Туборговог сајта посвећеног клабингу.

## Филмографија
| Год.       | Назив                     | Улога          |
| ---------- | ------------------------- | -------------- |
| 2003.      | Јагода у супермаркету     | Месар          |
| 2008.      |                           | Света          |
| 2020-2023. | Ургентни центар           | Никола Властић |
| 2021.      | Александар од Југославије | Сергеј Сазонов |
| 2021.      | Династија                 | Никола Бакић   |

## Улоге у синхронизацијама
| Година синх. | Назив                                       | Улога | Студио                   |
| ------------ | ------------------------------------------- | --- | ------------------------ |
| 2003−2017.   | Сунђер Боб Коцкалоне                        | Патрик, Лигњослав, Планктон, Лари, Шкољкабој, Уклети Холанђанин, Капетан Закрпа, Гусар из уводне шпице итд. | ТВ Б92                   |
| 2003.        | Рен и Стимпи                                | Рен Хоек | ТВ Б92                   |
| 2007.        | Луниси                                      | Лућо |                          |
| 2008.        | Трнавчевићи у дивљини                       | Дарвин | ТВ Б92                   |
| 2008−2009.   | Пингвини са Мадагаскара                     | Мајор, Морис                                                                                                | ТВ Б92                   |
| 2009.        | Ноди у Земљи играчака                       | Мрша, Господин Гегави                                                                                       | Имаго продукција Хепи ТВ |
| 2011.        | Породица Кременко                           | Барни | ТВ Б92                   |
| 2011.        | Штрумфови                                   | Гаргамел, Дека Штрумф, Шаљивко, Мазало, Балтазар, Акваријус, итд.                                           | ТВ Б92                   |
| 2015.        | Сунђер Боб Коцкалоне филм: Сунђер на сувом  | Патрик, Лигњослав, Планктон                                                                                 | Ливада Београд           |
| 2016.        | Робинзон Крусо                              | Папагај Тјуздеј                                                                                             |                          |
| 2016.        | Зоотрополис - град животиња                 | Командир Бенџамин Прождрљивко                                                                               | Ливада Београд           |
| 2018.        | Астерикс и Обеликс: Тајна чаробног напитка  | Поглавица                                                                                                   | Басивити                 |
| 2020.        | Сунђер Боб Коцкалоне филм: Сунђер у бекству | Патрик, Лигњослав, Планктон                                                                                 | Соло                     |
| 2022.        | Јаба даба диносауруси                       | Фред Кременко                                                                                               | Синкер медија            |
| 2022.        | Пчелица Маја 3: Златно јаје                 | |                          |